# Pedro Ansúrez

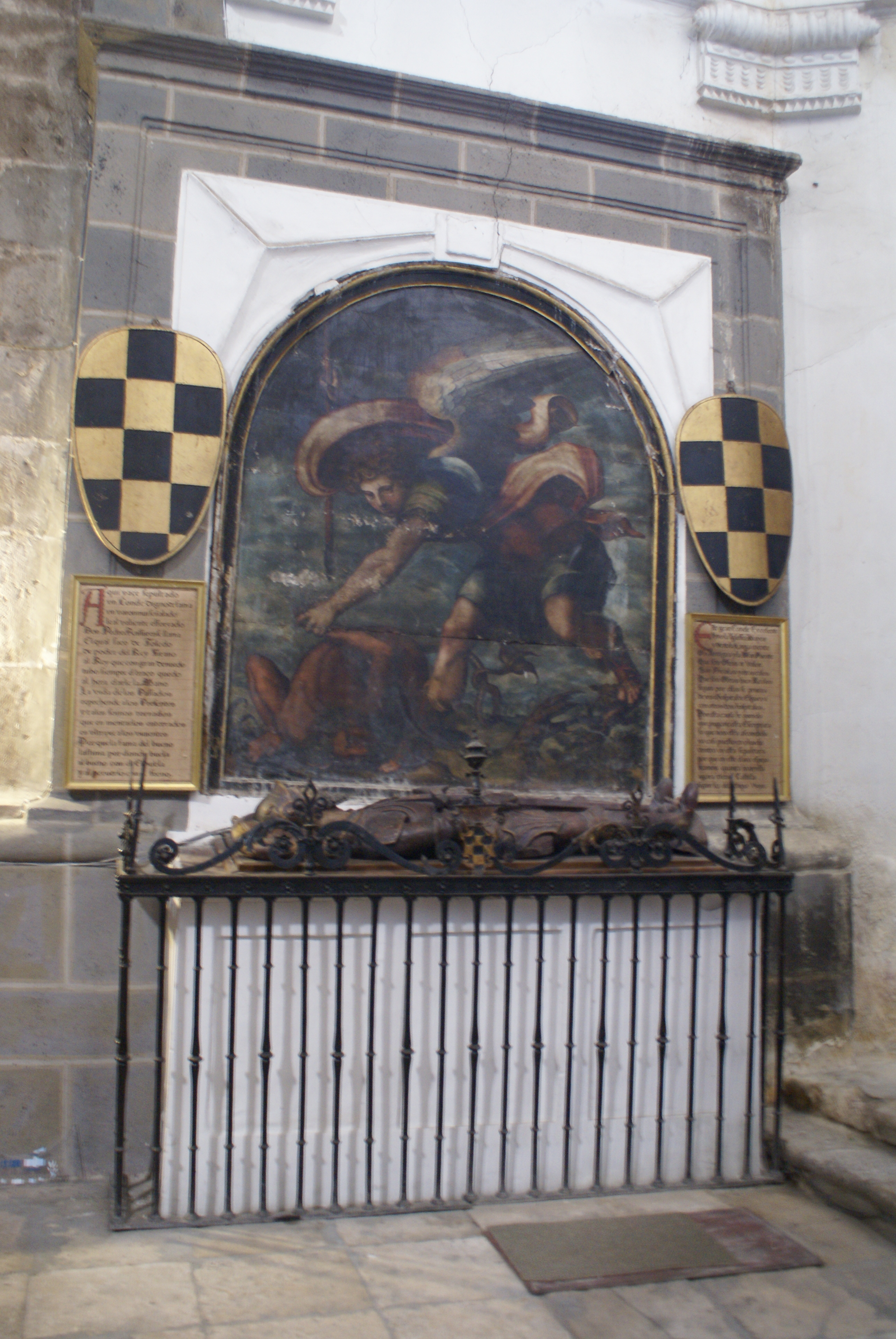
Im 16. Jahrhundert gestaltetes Grabmal für Pedro Ansúrez in der Kathedrale von Valladolid – sein Wappen wurde von den Grafen von Urgell übernommen.

Pedro Ansúrez († 1117/1118) war ein spanischer Adliger im späten 11. und frühen 12. Jahrhundert, der eine herausragende Position an den Höfen der leónesisch-kastilischen Monarchen Alfons VI. (1065–1109) und Urraca (1109–1126) innehatte.

## Leben
Als jüngerer Sohn des Grafen Assur Díaz gehörte Pedro dem Familienclan der Banu Gómez an, dessen Landbesitzungen sich um Saldaña und Liébana entlang des Río Carrión erstreckten, an der Grenze der Königreiche León und Kastilien. Als ein urkundlicher Zeuge tritt Pedro erstmals am 24. Juli 1067 in Erscheinung, hier bereits in der hohen Position des majordomus des Königs Alfons VI. von León, und am 1. Mai 1071 ist er erstmals mit dem Titel eines Grafen belegt. Er galt als enger Vertrauter des Königs seit dessen Jugendtagen und war vermutlich im selben Alter wie dieser. Pedro war der größte Grundbesitzer in der Tierra de Campos als Herr des Landes zwischen Zamora und Tordesillas entlang des Duero. Das am Río Pisuerga gelegene und weitgehend entvölkerte Valladolid baute er als seine Residenz maßgeblich aus und sorgte für dessen Wiederbesiedlung (repoblación), weshalb er als eigentlicher Gründer dieser Stadt angesehen wird. In Anwesenheit des königlichen Hofs wurde hier am 21. Mai 1095 die Colegiata de Santa María eingeweiht, deren Bau ein persönliches Anliegen Pedros gewesen war.
Von König Alfons VI. wurde Pedro zum Tutor der jungen Infantin Urraca ernannt, kurz nach deren Verheiratung mit Raimund von Burgund im Jahr 1097. Sieben Jahre später (1104) war er allerdings unter nicht näher genannten Umständen zur Exilierung aus dem Königreich León-Kastilien gezwungen. Die später verfasste Überlieferung des Rodrigo Jiménez de Rada gibt eine Intrige der Infantin Urraca als Grund dafür an, was allerdings als wenig glaubwürdig gilt. Für viel wahrscheinlicher wird ein Konflikt um die Thronfolge als ausschlaggebend erachtet, in dem Pedro als Parteigänger seiner Schutzbefohlenen und deren Ehemanns wohl in Streit mit Alfons VI. geriet, der statt seiner Tochter den nachgeborenen Sohn Sancho Alfónsez als Nachfolger auserkoren hatte. Pedro fand in der katalanischen Grafschaft Urgell Exil und übernahm dort gleich die Regierung für seinen unmündigen Enkel Ermengol VI., dessen Vater bei einer Offensive der Mauren getötet worden war. Im Bund mit Graf Raimund Berengar III. von Barcelona organisierte er umgehend eine Gegenoffensive und eroberte im Herbst 1105 die strategisch bedeutende Festungsstadt Balaguer, womit er die territoriale Expansion Urgells zum Abschluss brachte.
Der Tod des Infanten Sancho Alfónsez im Jahr 1108 ermöglichte die Rückkehr Pedros an den leónesischen Hof, da nun wieder Urraca an die erste Stelle in der Nachfolge aufgerückt war. Nach dem Tod Alfons’ VI. war er am 22. Juli 1109 in León einer der urkundlichen Zeugen der ersten von Königin Urraca ausgestellten Urkunde, die er als „Graf von Carrión“ (Carrionensium comes) unterzeichnete. Im Oktober 1109 war er in Monzón de Campos bei der Hochzeit der Königin mit Alfons I. von Aragón zugegen und nahm vermutlich am 24. Januar 1110 an der siegreichen Schlacht von Valtierra gegen die Mauren teil. In seinen letzten Lebensjahren war Pedro ein loyaler Gefolgsmann und Ratgeber der Königin, die er in deren Auseinandersetzungen mit ihrem Ehemann und unbotmäßigen Vasallen unterstützte. In ihren Urkunden tritt er in der Regel als erster Zeuge auf, was seine herausragende Position dokumentiert. Am 9. Dezember 1117 bezeugte er die Proklamation des jungen Alfons VII. zum imperator durch seine Mutter. Dies ist zugleich der letzte schriftliche Vermerk zu seiner Person, weshalb sein Tod zwischen Dezember 1117 und dem Frühjahr 1118 angesetzt wird.

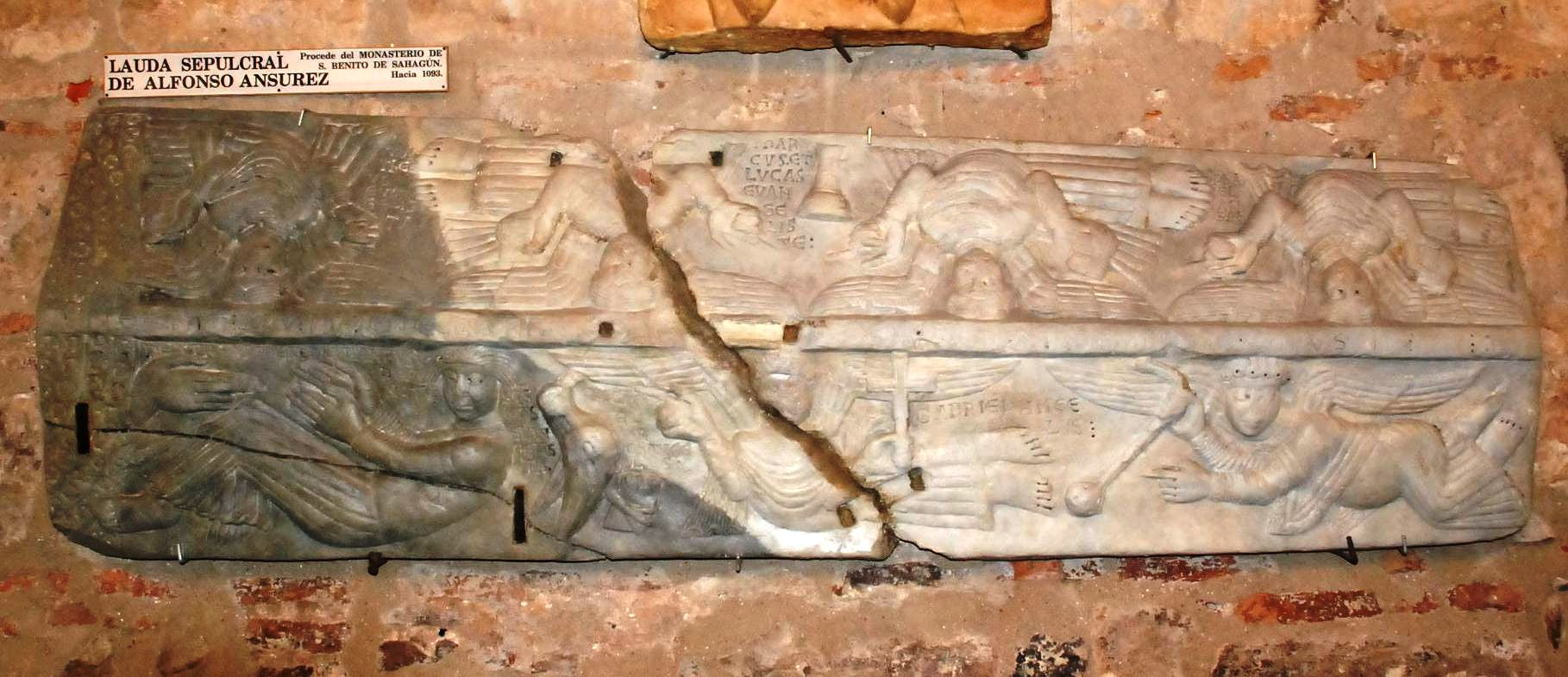
Sarkophag des Alfonso Pérez, Sohn von Pedro Ansúrez, der in San Benito in Sahagún bestattet wurde.

## Ehen und Nachkommen
Pedro Ansúrez war insgesamt drei Mal verheiratet, wobei einzig die Kinder aus seiner zweiten Ehe mit Eilo Alfonso († 1110/1114) das Erwachsenenalter erreichten. Dies waren unter anderem:
- Alfonso Pérez († 8. Dezember 1093).
- Mayor Pérez († nach 23. April 1148); 1. ⚭ mit Álvar Fáñez († 1114), dux von Toledo; 2. ⚭ mit Martín Pérez de Tordesillas.
- Urraca Pérez († vor 17. September 1114).
- María Pérez; ⚭ mit Graf Ermengol V. von Urgell († 1102).